# Philippe Baye
Pour les articles homonymes, voir Baye.
Philippe Baye, né le 17 mai 1960 à Vieux-Condé, est un joueur de basket-ball handisport évoluant actuellement au club bordelais des Léopards de Guyenne. 
Au cours de sa carrière, il a porté notamment les couleurs des clubs de Douai, Meaux, Toulouse, Hyères et de l'Équipe de France avec laquelle il a participé à cinq Olympiades. Son poste de prédilection est celui d'ailier fort. Il joue encore au plus haut niveau national à l'âge de cinquante ans avant de prendre sa retraite à la fin de la saison 2013-2014 avec une troisième place en Nationale A.
Philippe Baye en roue libre : des cités ouvrières du Nord à l'or paralympique, autobiographie sur sa vie semée d'épreuves douloureuses et ses exploits sportifs, réalisée en collaboration avec Olivier Crétel, est sortie le 1er décembre 2023. L'ouvrage est édité par TAS Éditions, première maison d'édition spécialisée dans le sport pour tous.  

## Palmarès

### En équipe de France
Philippe Baye compte un des palmarès les plus prestigieux de l'histoire de l'handibasket français :
- Médaille d'or aux Jeux paralympiques de Stoke-Mandeville (1984)
- Médaille d'or au championnat d'Europe à Lorient (1987)
- Médaille de bronze aux Jeux paralympiques de Séoul (1988)
- Médaille de bronze aux Jeux paralympiques de Barcelone (1992)
- Médaille de bronze au Championnat d'Europe à Berlin (1993)
- Médaille d'or au Championnat d'Europe à Roermond (1999)
- Médaille d'or au Championnat d'Europe à Amsterdam (2002)
- 2 fois vice-champion du Monde

### En club
- 17 titres de Champion de France
- 18 fois vainqueur de la Coupe de France
- 4 titres de Champion d'Europe